# Löwendalsfejden
Löwendalsfejden kallas det krig, som år 1711 fördes inom Sveriges gränsorter mot Norge, av norske ståthållaren Woldemar Löwendal, son till den namnkunnige Ulrik Frederik Gyldenløve.
Hela kriget inskränkte sig till plundringar och trupprörelser. Någon drabbning blev inte av, knappt ens någon skärmytsling. Huvudplanen tycks ha varit att erövra Uddevalla, mot vilken stad Löwendal marscherade med 10 000 man, sedan han jagat undan de mindre truppavdelningar, som ställt sig i hans väg vid Vetteland och Kvistrum, med flera ställen. Men denna plan omintetgjordes genom ankomsten av en svensk här under general Jacob Burensköld, för vilken fienden drog sig undan och gick tillbaka över Svinesund, utan att ha förlorat eller dödat en enda man, men väl utplundrat alla ställen som genomtågats.
Att Löwendal slapp undan så lätt, tillskrev man general Carl Mörners egensinne eller förräderi, vilken vägrade att, efter befallning, från Eda skans avskära fiendens återtåg över Svinesund, då sannolikt Löwendal varit förlorad.